# 吾奏伸
吾奏 伸（あそう しん、1970年5月25日 - ）は、日本の映像作家、プロデューサー、文筆家、大学教員。本名は浅田 伸（あさだ しん）。

## 概要
CM、テレビ番組、ミュージックビデオ、Web動画などを幅広く手掛けつつ、科学ジャーナリストとしても活動。2008年に株式会社 戯（たわむれ）設立。作家としてASSASSINまたはASSAwSSINを名乗ることがある。
妹はシンガーソングライターのBONNIE PINK。

## 来歴
京都市上京区西陣地区出身。京都教育大学附属高等学校を経て、1989年に京都大学工学部物理工学科へ進学。原子衝突の分光学を専門に学び、1995年同大学院を修了。1995年に松下電器産業株式会社（現：パナソニック）へ就職し、DVDレコーダーの研究開発および国際規格の策定に従事しながら、11件の特許を日本国内で取得、後に世界47カ国で権利化した（浅田伸名義）。
第1号機（後のディーガ）の量産が始まった2000年に社内ベンチャーの公募へビジネスプランを提出し、研究開発の現場を離れて東京へ異動。事業計画の立案やリスクマネジメント等、起業および経営の研修を受けた後、2001年より子会社であるプログレッシヴ・ピクチャーズの創業に参画、映画産業におけるデジタルシネマ制作スタイルの普及事業へ足場を移す。商業映画やCMの現場で制作アシスタントを勤める傍ら、プログラミングのスキルを活かした編集やCG、あるいは音楽などのスタッフとしてキャリアを重ね、2005年より映像ディレクターとして活動を開始。2006年にパナソニックを退社後はフリーランスとなり、maximageに在籍の後、2008年に株式会社 戯（たわむれ）を創業。2008年 NY-Tokyo Film GrandPrix アニメーション部門ノミネート。
2011年、米国の科学雑誌「WIRED」の日本語版ライターに選出された。2013年以降、吾奏伸を名乗り活動を続けている。2020年より大阪成蹊大学芸術学部 准教授（現在は教授）。同年、イタリアの国際デザインコンペ A' Design Award 2019-2020 をVRコンテンツにて受賞（教育部門）。

## 主な映像作品

### 映画
- 「かまち」- CGプロデューサー、音楽プロデューサー
- 「CASSHERN」- 製作委員会
- 「銀のエンゼル」- デジタルシネマスーパーバイザー
- 「タナカヒロシのすべて」- デジタルシネマスーパーバイザー
- 「雨の町」- VFXディレクター
- 「キャプテントキオ」- アシスタントプロデューサー、VFXプロデューサー、メイキング監督
- 「スペースポリス」- 音楽、編集、カラーグレーディング
- 「鴨川ホルモー」- VFXディレクター
- 「キラーヴァージンロード」 - アニメーションディレクター
- 「20世紀少年　最終章」- 制作協力
- 「地球外少年少女」- 設定考証

### ショートフィルム
- 「ウサリーマン 〜ごめんねウサエ〜」(2008) - 監督、プロデューサー、脚本、作画、音楽、編集

### ミュージックビデオ
- Versailles「ASCENDEAD MASTER」(2009) - 監督、プロデューサー、カラーグレーディング

### CM
- 秋田銘醸「美酒爛漫」- 監督、CG
- ポッカ「ポッカレモン100」「ポッカ 朝はレモン！」 - 監督、サウンドロゴ
- 日清製粉・スタジオジブリ「ジブリ美術館ライブラリー」- 監督、プロデューサー、音楽、CG・モーショングラフィックス
- 小学館「週刊まるごとおいしいはなまるレシピ」- 監督、音楽、プロデューサー、CG・モーショングラフィックス
- カプコン「Fate/UnlimitedCodes」- 監督
- エイベックス「Noriyuki Makihara 20th Anniversary BestLOVE/BestLIFE」- キャラクターアニメーション

### テレビ
- 「美味！ひろしまレモン旅」(BS-TBS) - 監督、プロデューサー、編集、カラーグレーディング
- 「ふるさとの旨さと魅力をギュッ！ 美味日本」(BS-TBS) - 監督、プロデューサー、編集、カラーグレーディング
- 「目の愛護デースペシャル・目がよくなるサイエンス」（BS朝日）- 監督、編集、カラーグレーディング
- 「キューティーハニー the Live」（TV東京）- CGディレクター（第5話、第16話）
- 「ケータイ刑事　銭形泪」(BS-i) - 主題歌作詞（ASSASSIN名義）
- 「ジャパコンTV」（BSフジ）- アニメーションプロデューサー／ディレクター、作画、脚本、編集、モーショングラフィックス
- 「ジャパコン★ワンダーランド」（BSフジ）- アニメーションプロデューサー／ディレクター、作画、脚本、編集、モーショングラフィックス、イベント演出、作詞（「ズキジョ！」）、作曲・編曲（オープニングアニメーション）
- 「教えて！熱血高知」（BSフジ）-モーションコミック脚本・作画・エフェクト

### Web
- 北里大学医学部「外科」「整形外科学」監督、音楽、編集
- パナソニック「4Kムービー・ビデオカメラはズームがすごい」監督、プロデューサー、編集、モーショングラフィックス

### VR
- 日本財団「海といのちのエンドレスチェイン（A' Design Award 2019-2020 受賞[6]）」ゲームディレクター、映像ディレクター

## 出版物

### 主な雑誌記事
- WIRED日本語版（Vol.4 未来生物学講義）「進め！パワーローダー。わたしの思いをのせて」
- WIRED日本語版（Vol.9 ひらかれた政府）「ダークネットのささやき　極彩色の世界サイバー戦争地図」
- WIRED日本語版（Vol.30 ＜わたし＞の未来）「シネマとクルマ」
- WIRED日本語版 (Vol.33 MIRROR WORLD)「科学とフィクション、その果てしなきイタチごっこの行方」
- WIRED日本語版（Vol.34 ナラティヴと実装）「Sci-Fi Prototyping」[4]
- WIRED日本語版（Vol.35 地球のためのディープテック）「ドローンよ、大志を抱け」
- WIRED日本語版（Vol.36 フューチャーリテラシー）「0と1よサヨウナラ、量子よコンニチワ」

### 主なWeb記事
- wired.jp「日本の若者、ハリウッド監督の右腕となる (2017.1.31)」
- wired.jp「日本が失った天才、金子勇の光と影 (2018.11.10)」
- wired.jp「巨人アドビとFresco事件の全真相 (2019.12.26)」